# John De Witt Warner

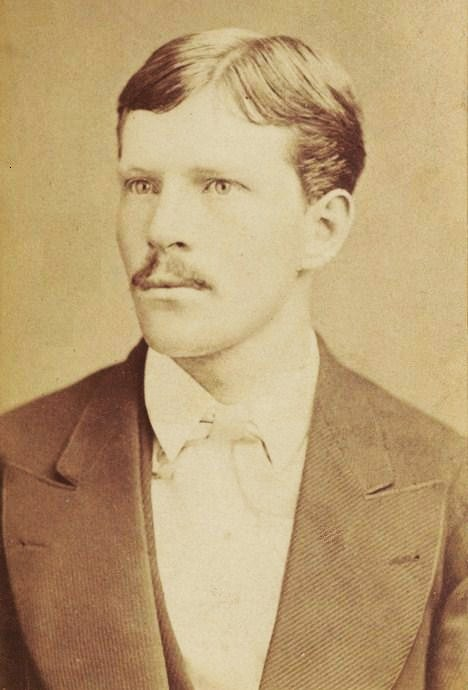
John De Witt Warner (Aufnahme von 1871)

John De Witt Warner (* 30. Oktober 1851 in Reading, New York; † 27. Mai 1925 in New York City) war ein US-amerikanischer Jurist und Politiker. Zwischen 1891 und 1895 vertrat er den Bundesstaat New York im US-Repräsentantenhaus.

## Werdegang
John De Witt Warner wurde ungefähr dreieinhalb Jahre nach dem Ende des Mexikanisch-Amerikanischen Krieges auf einer Farm in der Town von Reading im Schuyler County geboren. Die Familie Warner zog nach Big Stream (später Glenora) und 1860 ließ sie sich in Rock Stream im Yates County nieder. In der folgenden Zeit besuchte er die Bezirksschulen und das Starkey Seminary in Eddytown. Er studierte und schloss seine Vorstudien ab. 1872 graduierte er an der Cornell University. Er gab einige Monate den Ithaca Daily Leader heraus. In den folgenden vier Jahren arbeitete er als Professor an der Ithaca Academy und der Albany Academy. 1876 graduierte er an der Albany Law School. Seine Zulassung als Anwalt erhielt er im selben Jahr und begann dann 1877 in New York City zu praktizieren. Politisch gehörte er der Demokratischen Partei an.
Bei den Kongresswahlen des Jahres 1890 für den 52. Kongress wurde Warner im elften Wahlbezirk von New York in das US-Repräsentantenhaus in Washington, D.C. gewählt, wo er am 4. März 1891 die Nachfolge von John Quinn antrat. Im Jahr 1892 kandidierte er im 13. Wahlbezirk von New York für den 53. Kongress. Nach einer erfolgreichen Wahl trat er am 4. März 1893 die Nachfolge von Ashbel P. Fitch an. Da er auf eine erneute Kandidatur im Jahr 1894 verzichtete, schied er nach dem 3. März 1895 aus dem Kongress aus.
Nach seiner Kongresszeit ging er in New York City wieder seiner Tätigkeit als Anwalt nach. Zwischen 1902 und 1905 war er Präsident der Art Commission of New York City und zwischen 1905 und 1909 Präsident der American Free Trade League. Er war in den Jahren 1911 und 1912 als Sonderberater (special counsel) in Terminalarbeit für das Dock Department tätig. 1913 saß er in der Kommission, welche die Bankgesetze von New York überarbeitete. Warner betätigte sich auch literarisch. Er praktizierte bis zu seinem Tod als Anwalt. Am 27. Mai 1925 verstarb er in New York City und wurde dann in Rock Stream auf dem gleichnamigen Friedhof beigesetzt.